# Dog Island (Gambija)
Dog Island (Otok pasa) je mali otok, smješten na rijeci Gambija u Republici Gambiji oko 13 kilometara od ušća rijeke u Atlantski ocean. Površina otoka je manja od 3,5 ha. Za vrijeme oseke otok je povezan s kopnom, ali za vrijeme plime udaljen je oko 150 metara od rta Dog Island na sjevernoj obali rijeke. Otok je dobio ime po zvuku koji ispuštaju domaći pavijani, a koji iz daljine zvuči kao lavež pasa.

## Povijest
Prvi Europljanin za kojeg se zna da se iskrcao na otok bio je Alvise Cadamosto, venecijanski kapetan u službi portugalskog princa Henrika Moreplovca 1456., koji je otok nazvao Ilha de Santo André, na račun preminulog člana posade po imenu "André" koji je tamo su pokopali. Godine 1651. kolonisti iz vojvodstva Kurlandije sagradili su utvrdu malo uzvodno na onome što se danas zove otok Kunta Kinte, a tada se zvao "otok St. Andrews".
Godine 1661. engleski kapetan Robert Holmes stigao je u ime Kraljevske afričke kompanije kako bi uspostavio englesku prisutnost u rijeci Gambiji (i, manje eksplicitno, izbacio Courlandere iz tog područja). Holmes je izgradio prvu englesku građevinu, malu utvrdu na Dog Islandu, koju je nazvao Charles Island, po engleskom kralju Charlesu I. Napuštena je 1816. godine, istovremeno s podizanjem druge utvrde na otoku Svete Marije (danas otok Banjul). Otok pasa služio je kao kamenolom za izgradnju Banjula i od tada je ostao nenaseljen.
Trenutačno se turisti povremeno prevoze trajektima od Banjula do Otoka pasa kako bi promatrali dupine koji plivaju u ušću rijeke Gambije.